# Tresor de Hoxne
El tresor de Hoxne (pronunciat hɒksən) és el major tresor d'or i plata de l'antiga Roma descobert a Gran Bretanya, i la major col·lecció de [monedes d'or i plata dels segles IV i V, descoberta en tot l'Imperi Romà. Va ser trobat el 16 de novembre de 1992, al poble de Hoxne a Suffolk amb un detector de metalls. El tresor consta de 14.865 monedes romanes d'or, plata i bronze de finals del segle IV i principis del V, així com 200 peces de vaixella de plata i joies d'or. Aquests objectes es conserven en el Museu Britànic a Londres, on una part del tresor es troba en exhibició permanent. El 1993, el Treasure Valuation Committee ho va taxar en 1,75 milions de lliures.
El tresor va ser enterrat en un armari de roure. Els objectes de metalls preciosos es van organitzar principalment per tipus en caixes de fusta més petits, uns altres en borses o embolicats en teixits. Les restes de la caixa i els accessoris, tals com a frontisses i panys, van ser descoberts en el lloc de les excavacions. A través de les monedes es va poder datar el tresor després de l'any 407, que coincideix amb la finalitat de Britànnia com a província romana. El propietari real del tresor i les raons per les quals aquest va ser enterrat són encara desconeguts, però estava embalat amb molta cura i el seu contingut sembla coherent amb els béns que una família adinerada podia haver posseït. Donada l'absència de grans peces d'argenteria i algunes joies més comunes de l'època, és probable que el tresor hagi estat només una part de la riquesa total del seu propietari.
El tresor de Hoxne conté diversos objectes rars i importants, incloent una cadena d'or i pimenter de plata. Aquest tresor és també de gran rellevància arqueològica doncs va ser descobert per arqueòlegs professionals, els objectes semblaven estar intactes i en el seu lloc. Aquest descobriment va permetre atreure als caçadors de tresors equipats amb detectors de metalls i altres arqueòlegs, cosa que va causar un canvi en la llei sobre els tresors descoberts a Anglaterra.

## Història arqueològica

### Descobriment i excavació inicial
El tresor va ser descobert en una granja, aproximadament a 2.4 quilòmetres al sud-oest del poble de Hoxne a Suffolk, el 16 de novembre de 1992. Peter Whatling, un pagès arrendatari, havia perdut un martell i va demanar al seu amic Eric Lawes, un jardiner retirat i detector de metalls amateur, que li ajudés a trobar-ho. Mentre buscaven amb el seu detector de metalls, Lawes va descobrir culleres de plata, joies d'or i plata, així com nombroses monedes d'or. Després de recuperar uns quants objectes, ell i Whatling van notificar als terratinents (Consell del Comtat de Suffolk) i a la policia, sense intentar seguir cavant a la recerca de més articles.
L'endemà, un equip d'arqueòlegs de la «Unitat Arqueològica de Suffolk» va dur a terme una excavació d'emergència del lloc. El tresor sencer va ser excavat en un sol dia, amb l'extracció de diversos blocs grans de material intacte per a estudis de laboratori. L'àrea compresa en un radi de 30 metres del lloc d'excavació, va ser revisada utilitzant detectors de metall. El martell perdut de Peter Whatling també va ser recuperat i donat al Museu Britànic.
El tresor es trobava reunit en una sola ubicació, dins de les restes completament deteriorades del que va ser un cofre de fusta. Els objectes en el seu interior es trobaven ordenats dins del cofre, per exemple, peces com a cullerots estaven acomodats dins dels bols, i els altres elements estaven agrupats de manera que poguessin guardar-se dins d'una caixa.Alguns pocs objectes es trobaven desordenats a causa de l'acció dels animals silvestres i l'arada. Va ser possible determinar la ubicació original dels objectes dins del cofre, i l'existència del propi contenidor, a causa de la ràpida notificació de la troballa, que va permetre ser excavat in situ gairebé intacte pels arqueòlegs professionals.

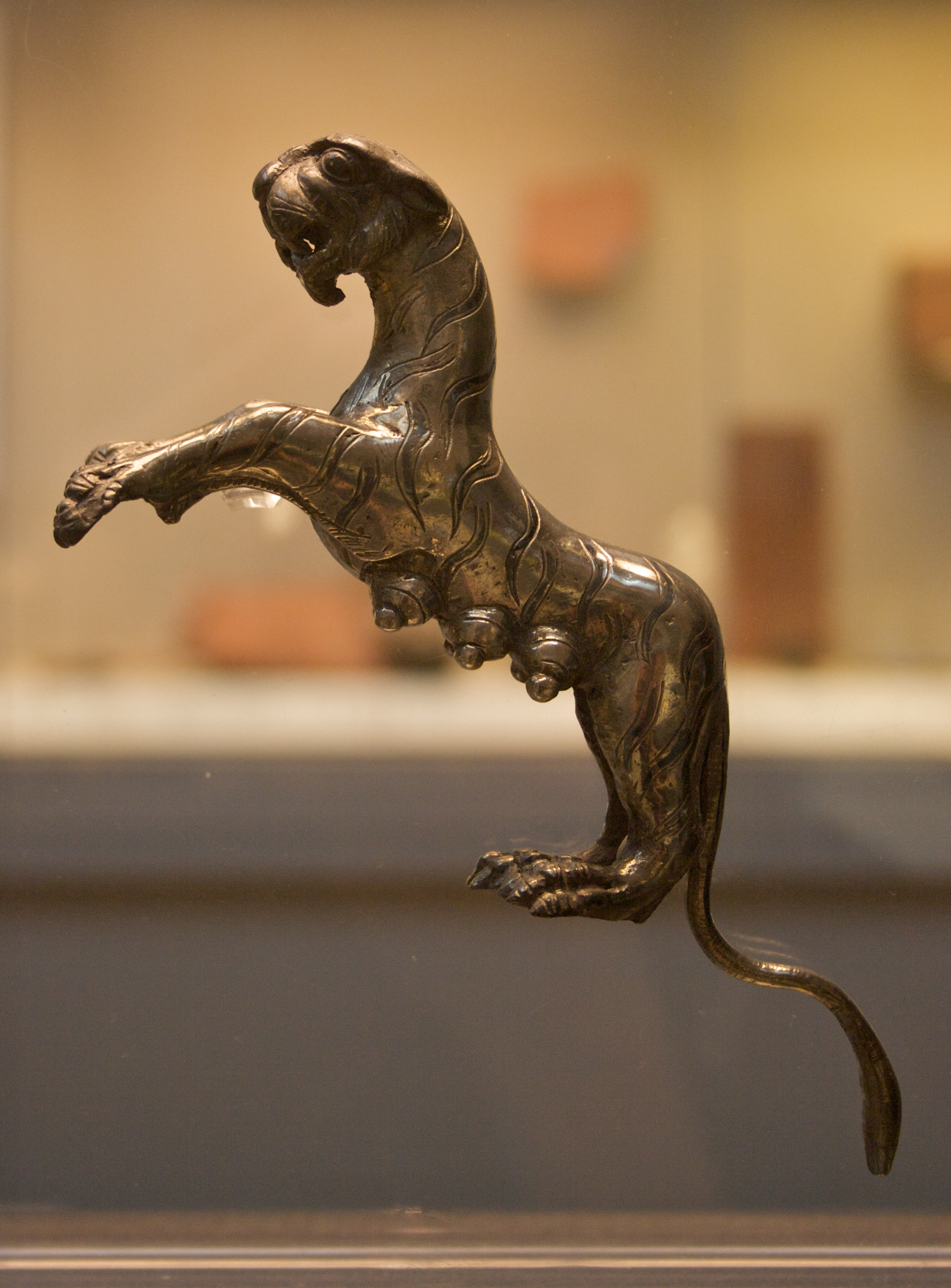
Malgrat tenir trencat el mànec i ser un objecte d'utilitat desconeguda, la «Tigressa de Hoxne» confeccionada en plata, s'ha convertit en la més destacada peça individual d'entre els 15.000 objectes trobats en el tresor.

El tresor excavat va ser portat al Museu Britànic. El descobriment es va filtrar a la premsa, i el 19 de novembre, el diari The Sun va publicar un article en primera pàgina mostrant una foto de Lawes amb el seu detector de metalls. Encara que el contingut complet de la troballa i el seu valor no es coneixien, el diari va afirmar que el tresor valia la suma de 10 milions de lliures. En resposta a aquesta publicitat inesperada, el Museu Britànic va donar una conferència de premsa el 20 de novembre per anunciar el descobriment. Al cap de poc temps, la premsa va perdre l'interès en el tresor, permetent als historiadors del Museu Britànic continuar el seu treball sense més interrupcions.

### Investigació i taxació
El 3 de setembre de 1993, una investigació forense es va celebrar a Lowestoft, declarant que el tresor era un enterrament, semblava ser bastant antic com per pensar que el veritable propietari estava mort i els hereus serien impossibles de trobar. Sota la common law anglesa, qualsevol cosa pertany a la Corona si ningú reclama la seva propietat. No obstant això en l'actualitat, la pràctica usual era premiar qualsevol persona que trobava i reportava un tresor immediatament, amb els diners equivalents al valor de mercat d'aquest tresor, amb diners aportats per la institució nacional que desitgés adquirir-ho. El novembre de 1993, el Treasure Valuation Committee va taxar el tresor en £ 1.75 milions, el qual va ser pagat a Lawes per haver-ho trobat. Ell va compartir la seva recompensa amb el pagès Peter Whatling. Tres anys més tard el 1996, la Treasure Act va prescriure que el descobridor Lawes i l'arrendatari Whatling havien de ser premiats equitativament.